# Terrence Mann
Terrence Vaughan Mann (* 1. Juli 1951 in Ashland, Kentucky) ist ein US-amerikanischer Musical-, Film- und Fernsehschauspieler.

## Früheres Leben
Terrence Mann wurde in Kentucky als ältester von drei Söhnen geboren und verbrachte seine Kindheit in Largo in Florida. Er wuchs in einer musikalischen Familie auf; seine Eltern waren beide musikalisch aktiv. 1969 machte er seinen Abschluss an der High School in Largo. Während der anschließenden College-Zeit an der Jacksonville University sammelte Mann erste schauspielerische Erfahrungen in einem Freilufttheater auf den Outer Banks bei Manteo (North Carolina), in dem er während der Sommerzeit als Darsteller auftrat. Dort lernte er auch den Theaterregisseur Joe Layton kennen, der ihm später zu seinem ersten Engagement am Broadway verhelfen sollte. Nach dem College absolvierte Mann ein weiteres Studium an der North Carolina School of Arts.

## Karriere
Im Jahr 1980 gab Mann sein Debüt als Bühnendarsteller in dem Musical Barnum am St. James Theatre in New York City. 1982 übernahm er eine der Hauptrollen im Musical Cats. Dort lernte er auch seine spätere Ehefrau, die Theaterschauspielerin Charlotte d’Amboise, kennen. 1985 hatte Mann sein Filmdebüt mit einer Nebenrolle in Richard Attenboroughs Filmdrama A Chorus Line. Bereits ein Jahr später folgte seine wohl bekannteste Filmrolle in der Horrorparodie Critters – Sie sind da!, in der er den außerirdischen Kopfgeldjäger Ug spielte. In diesem Film sang Mann auch den Filmsong Power of the Night. Die Rolle des Kopfgeldjägers Ug verkörperte er auch in den drei Fortsetzungen der Critters-Reihe (1988–1992).
1987 trat Mann erstmals in der Rolle des Javert in der Musical-Fassung von Victor Hugos Les Misérables auf. Diese Rolle verkörperte er auch in späteren Wiederaufführungen des Musicals, unter anderem 2003 im New Yorker Imperial Theatre sowie 2015 am Connecticut Repertory Theatre der University of Connecticut. Die Rolle des Javert brachte Mann eine erste Tony-Award-Nominierung ein. Seine zweite Tony-Award-Nominierung erhielt er 1994 für seinen Auftritt in dem Musical Die Schöne und das Biest. 1997 hatte er eine weitere Hauptrolle als Polizeichef Chauvelin in dem Musical Das scharlachrote Siegel. Im selben Jahr hatte er eine Gastrolle in der Fernsehserie All My Children.
Neben seiner Arbeit auf der Theaterbühne etablierte Mann sich im Laufe der Jahre vor allem als Fernsehdarsteller. So hatte er verschiedene Rollen (meist Gastauftritte) in einzelnen Episoden von Fernsehserien wie Der Equalizer (1987–1988), Gargoyles (1997, als Stimme von Oberon) oder Law & Order (2001 bis 2005). 2007 übernahm Mann mit der Rolle des Hrothbert of Bainbridge eine der Hauptrollen in der kanadisch-amerikanischen Serie The Dresden Files. Die Serie wurde nach einer Staffel wieder abgesetzt. Von 2015 bis 2018 war Mann in der Fernsehserie Sense8 in der wiederkehrenden Rolle des Mr. Whispers zu sehen. Im Bereich des Films konnte Mann nach der Critters-Reihe nicht mehr nennenswert Fuß fassen; seine Karriere als Filmdarsteller blieb auf die wenigen Engagements in den 1980er und frühen 1990er Jahren beschränkt.
2009 übernahm Mann die Rolle des Mal Beineke in der Uraufführung der Musical-Version von The Addams Family in Chicago. Zum weiteren Kader des Musicals gehörten unter anderem Nathan Lane und Bebe Neuwirth. Die Rolle des Mal Beineke spielte er auch in weiteren Aufführungen des Musicals, ehe er die Show im April 2011 verließ. Von Dezember 2012 bis Januar 2013 verkörperte er die Rolle des King Charles in dem Musical Pippin am Bostoner American Repertory Theatre. Diese Rolle brachte Mann 2013 seine dritte Tony-Award-Nominierung ein. Von September 2015 bis Januar 2016 übernahm Mann kurzfristig eine Rolle in dem Musical Finding Neverland, um einen abgesprungenen Schauspielkollegen zu ersetzen.

## Sonstiges
Mann arbeitet bis heute als Professor für Theater und Musical an der Western Carolina University in North Carolina. Er ist seit 1996 mit seiner Schauspielkollegin Charlotte d’Amboise verheiratet. Das Paar hat zwei Töchter.

## Filmographie
- 1985: A Chorus Line
- 1986: Critters – Sie sind da! (Critters)
- 1986: Adam's Apple (Fernsehfilm)
- 1986: Solarfighters
- 1987: Jung und Leidenschaftlich – Wie das Leben so spielt (Fernsehserie, 1 Folge)
- 1987, 1988: Der Equalizer (Fernsehserie, 2 Folgen)
- 1988: Gandahar
- 1988: Critters 2 – Sie kehren zurück (Critters 2: The Main Course)
- 1988: Manege frei für Pee Wee
- 1989: Another World (Fernsehserie, 1 Folge)
- 1989: Viel Kohle im Koffer (Fernsehfilm)
- 1990: Shangri-La Plaza (Fernsehfilm)
- 1991: Stunde der Angst (Fernsehfilm)
- 1991: Das zehn Millionen Ding (Fernsehfilm)
- 1991: Critters 3 – Die Kuschelkiller kommen (Critters 3)
- 1992: Critters 4 – Das große Fressen geht weiter (Critters 3)
- 1992: Loving (Fernsehserie, 1 Folge)
- 1995: Beauty and the Beast: The Broadway Musical Comes to L.A. (Fernsehfilm)
- 1995: Die Schöne und das Biest
- 1996: Der Tick (Fernsehserie, 1 Folge, Stimme)
- 1996: Gargoyles – Auf den Schwingen der Gerechtigkeit (Fernsehserie, 3 Folgen, Stimme)
- 1996: Mrs. Santa Claus (Fernsehfilm)
- 1997: True Women (Fernsehfilm)
- 1997: Liberty! The American Revolution (Fernsehserie, 6 Folgen)
- 1997: All My Children (Fernsehserie, 1 Folge)
- 1999: Liebe, Lüge, Leidenschaft (Fernsehserie, 2 Folgen)
- 2001–2005: Law & Order (Fernsehserie, 2 Folgen)
- 2003: The Devil and Daniel Webster
- 2005: The 2005 North Carolina Inaugural Gala (Fernsehfilm)
- 2006: Springfield Story (Fernsehserie, 2 Folgen)
- 2006: Love Monkey (Fernsehserie, 1 Folge)
- 2007: The Dresden Files (Fernsehserie, 12 Folgen)
- 2008: Jazz in the Diamond District
- 2008: Eavesdrop
- 2008: A Circle on the Cross
- 2009: The Mandala Maker (Kurzfilm)
- 2009: Red Hook
- 2011: 30 Rock (Fernsehserie, 1 Folge)
- 2011: Unforgettable (Fernsehserie, 1 Folge)
- 2012: Smash (Fernsehserie, 1 Folge)
- 2014: Freedom
- 2015–2018: Sense8 (Fernsehserie, 19 Folgen)
- 2017: Sleepy Hollow (Fernsehserie, 1 Folge)
- 2017: Time After Time (Fernsehserie, 1 Folge)
- 2018: Instinct (Fernsehserie, 1 Folge)
- 2019: The Blacklist (Fernsehserie, 1 Folge)
- 2019: Unbreakable Kimmy Schmidt (Fernsehserie, 1 Folge)
- seit 2021: Foundation (Fernsehserie)

## Musicals
- 1982: Barnum
- 1982: Cats
- 1986: Rags
- 1987: Les Misérables
- 1990: Jerome Robbins' Broadway
- 1990: Assassins
- 1994: Die Schöne und das Biest
- 1996: Getting Away with Murder
- 1997: Das scharlachrote Siegel
- 2000: Cats
- 2000: The Rocky Horror Show
- 2003: Les Misérables
- 2005: Lennon
- 2005: The 24 Hour Plays
- 2006: The Best Little Whorehouse in Texas
- 2009: The Addams Family
- 2012: Pippin
- 2015: Finding Neverland
- 2016: Tuck Everlasting